# Révész András
Révész András, (Budapest, 1909. november 3. – Budapest, 1996. március 29.), a szociáldemokrácia első történésze, a legálisan működő Magyarországi Szociáldemokrata Párt (MSZDP) rendszerváltás utáni elnöke. A hazai szociáldemokrata mozgalom dokumentumainak fáradhatatlan gyűjtője. Apja a Népszava egykori szerkesztője.

## Tanulmányai
Budapesten született Révész (1902-ig Reizner) Miksa hírlapíró és Nobis Margit első gyermekeként. A családban hagyományos újságírás helyett a jogi pályát választotta, s diplomáját a Pázmány Péter Tudományegyetem Jogi Karán szerezte meg. Tizennyolcadik születésnapján lépett be az MSZDP-be, majd a Magánalkalmazottak Szakszervezetének is tagja lett. Még egyetemi évei alatt – 1929-ben – lett a székesfőváros hivatali alkalmazottja, ahol jó másfél évtizedig szociálpolitikával foglalkozott, hét évig volt az Árvaszék gyermekvédelmi osztályának, később a kórházi osztálynak a munkatársa. Ugyanakkor Mihályi András név alatt jelentek meg írásai a szociáldemokrata pártlapban, a Népszavában. 

## Jogászi és közéleti pályafutása
1945-öt követően a Városházán főjegyzőként működött tovább. Minthogy a budapesti politikai helyzet alakulása markánsan befolyásolta a helyi történéseket, kisvártatva az országos politikának is részesévé vált. 1945-ben a Városházán a szociáldemokrata pártszervezet elnökévé választották. Pártelőadó, tagja a budapesti 100-as nagyüzemi káderbizottságnak. A koalíciós kormányzás éveiben majd két tucat különféle funkciót látott el. 1947/1948-ban mint kinevezett főjegyző, tanácsnoki rangban a szociálpolitikai osztály helyettes vezetője. A két munkáspárt erőszakos egyesítése előtt – mint e folyamat egyik markáns ellenzőjét, harmincketted magával – 1948 februárjában kizárták az MSZDP-ből, s ezzel egyidejűleg a Városházáról is eltávolították. Állás nélkül maradt, megélhetését gombatenyésztésből próbálta biztosítani.
1950. június 15-én letartóztatták, s mint a Kálmán József és társai ellen lefolytatott büntetőeljárás hetedrendű vádlottját, a fúzió ellen küzdő úgynevezett 'Bástya utcai csoport' szervezőjét életfogytig tartó fegyházbüntetésre ítélték. 1955. november 25-én szabadult. 1956 részt vett a szociáldemokrata párt újjászervezésében; ekkor a párt főtitkárhelyettesévé választották. A személye köré szerveződő szociáldemokrata érzelmű emberekkel a Kádár-korszakban is – amint arról a hosszú évtizedeken át ráállított besúgók jelentései is tanúsították – életben tartotta a szociáldemokrata szellemiséget. A számára alkalmanként kínálkozó lehetőségeket megragadva, tartotta a kapcsolatot Kéthly Annával és az európai balközép pártok vezetőivel, Olaf Palméval, Kalevi Sorsával, Herbert Wehnerrel, s másokkal. 1957-től a Budakalászi Textilművek jogtanácsosa volt, majd nyugdíjba vonulása után 1988-ig – a "szegények ügyvédjeként" – a vállalati jogsegélyszolgálatnál tevékenykedett.
A rendszerváltás után – az első hónapokban – szerepet vállalt a szociáldemokrata párt újjáalakításában, annak rövid ideig elnöke is volt. Az 1990-es években munkásságát az osztrák és a magyar hatóságok magas állami kitüntetésekkel honorálták.